# Nepp József
| Nepp József                               | Nepp József                               |
| Kattints az alábbi külső linkek egyikére! | Kattints az alábbi külső linkek egyikére! |
| ----------------------------------------- | ----------------------------------------- |
| Nem található szabad kép.(?)              |                                           |
| külső link · jogvédett                    | Nepp József                               |

Nepp József (Csepel, 1934. június 23. – Budapest, 2017. október 6.) Kossuth- és Balázs Béla-díjas magyar rajzfilmrendező, forgatókönyvíró, háttérfestő, tervező (animátor), zeneszerző.

## Életpályája
1952–1957 között az Iparművészeti Főiskola díszítő–festő szakos hallgatója volt. 1957-től a Pannónia Filmstúdióban dolgozott: 1957–1961 között háttérfestőként, majd a gyár rendezőjeként, az 1990-es évek végén innen ment nyugdíjba.
Filmjeit fanyar humora és kifejező karakterei teszik egyedivé.
Kezdetben Csermák Tiborral, majd Dargay Attilával dolgozott. Úgy emlékezett, hogy az első önálló munkája a Daru cigaretta című reklámfilm volt. A hatvanas évek legelején nevezték ki rendezőnek. Az 1961-ben forgatott Szenvedély című, 8 perces mozi-rövidfilmje nemcsak professzionális előállítása miatt vált nevezetessé, hanem főhőse megformálása miatt is. Ő lett a későbbi Gusztáv figura prototípusa. Később is meghatározó szerepe volt Jankovics Marcell és Dargay Attila mellett a „Gusztáv jelenség” megalkotásában. Gémes Józseffel és Richly Zsolttal is gyakran dolgozott együtt, pl. Gémes József Vili, a veréb című, egész estés filmjének írója, forgatókönyvírója is Nepp József volt. A film 1988-ban készült el, de Nepp József már pár évvel korábban, 1984-ben, mint számára elérhető vágyálomról beszélt: – filmet kéne a verebekről csinálni!
Az 1980-as évek elején kezdte írni a Macskafogó forgatókönyvét, ami először csak egy dzsessz dalhoz készült kis „klip” volt, majd nagy részletességgel kidolgozott, megrajzolt egy teljes történetet. Ternovszky Bélának ajánlotta megrendezésre, de ez csak jóval később sikerült. Dargay Attila Szaffijának a forgatókönyvét írta és a háttereit is Nepp József tervezte. Az erdő kapitánya című mozifilmjének írója, forgatókönyvírója volt.
Régi barátság fűzte Ternovszky Bélához, akinek Modern edzésmódszerek című rövidfilmjéhez szintén ő írta a forgatókönyvet. A rendező szerint azoknak, akik igazán ismerték és közel álltak hozzá ő csak „Dodi” volt.
Nepp József első egész estés filmje a Hófehér.
Televíziósorozatain (Mézga család, Kérem a következőt!) generációk szórakoztak és nőttek fel.
Amikor még nem voltam stúdiótag, arról álmodoztam, hogy jobb filmeket fogok csinálni, mint Walt Disney. Miután bekerültem, jobb filmeket szerettem volna csinálni, mint Dargay Attila. Egy kis idő múlva egyszerűen csak meg szerettem volna érni a nyugdíjkorhatárt. Ez utóbbi célomat sikerült elérnem…

## Filmjei

### Rendezőként
- 1961 – Szenvedély
- 1962 – Kívánj akármit!
- 1963 – Peti az állatkertben
- 1963 – Peti és a labdája
- 1963 – Mese a bogárról
- 1963 – Holnaptól kezdve
- 1965 – Oxidia
- 1965 – Gusztáv egeret fog
- 1966 – Öt perc gyilkosság (rajzfilm)
- 1966 – Gusztáv és az ügyeskedés
- 1966 – Gusztáv, a pesszimista
- 1966 – Gusztáv a menedékházban
- 1966 – Doktor Gusztáv
- 1967 – Ne ingereld az egeret (rajzfilm)
- 1967 – Gusztáv és a tiszta szerelem
- 1967 – Gusztáv és a bűnbak
- 1968 – Egy új Gusztáv
- 1968 – Gusztáv és a siker
- 1968 – Gusztáv és a lényeg
- 1968 – A Mézga család különös kalandjai (tévésorozat)
- 1970 – A yeti dala
- 1970 – A világtól elvonult patkány
- 1970 – Ezért
- 1971 – Portré
- 1971 – Zimme-zum (sorozat; 4 film készült el belőle)
- 1972 – Mézga Aladár különös kalandjai
- 1974 – Kérem a következőt! (Dr. Bubó) (tévésorozat)
- 1975 – Gusztáv (tévésorozat 37 epizódja)
- 1978 – Vakáción a Mézga család
- 1979 – Megalkuvó macskák (rajzfilm)
- 1983 – Hófehér (egész estés rajzfilm)
- 1986 – Gréti (televíziós rajzfilm)
- 1994 – Nonszensz (rajzfilm)
- 2003 – Hülye Robinson

### Forgatókönyvíróként
- 1966 – Gusztáv nem vesz autót, rendező: Dargay Attila
- 1966 – Gusztáv és a hálátlan varjú, rendező: Dargay Attila
- 1966 – Gusztáv babonás, rendező: Dargay Attila
- 1966 – Ellopták a vitaminomat, rendező: Foky Ottó
- 1968 – Gusztáv életre nevel, rendező: Dargay Attila
- 1969 – Üzenet a jövőből – A Mézga család különös kalandjai, rendező: Nepp József
- 1970 – Gyilkosság nokedlivel, rendező: Foky Ottó
- 1975 – Babfilm, rendező: Foky Ottó
- 1976 – Gusztáv az ABC-ben, rendező: Nepp József
- 1976 – Lúdas Matyi (Romhányi Józseffel és Dargay Attilával közösen), rendező: Dargay Attila
- 1983 – La Desodora, rendező: Foky Ottó
- 1984 – Szaffi (Romhányi Józseffel és Dargay Attilával közösen), rendező: Dargay Attila
- 1986 – Macskafogó, rendező: Ternovszky Béla
- 1988 – Az erdő kapitánya (Imre Istvánnal és Dargay Attilával közösen), rendező: Dargay Attila
- 1989 – Vili, a veréb, rendező: Gémes József
- 1989 – Sárkány és papucs, rendező: Hernádi Tibor
- 1994 – A hetedik testvér, rendező: Hernádi Tibor és Koltai Jenő[6]
- 1996 – Pepolino, rendező: Uzsák János
- 1999 – Egérút, rendező: Ternovszky Béla
- 2007 – Macskafogó 2. – A sátán macskája, rendező: Ternovszky Béla

## Könyvek
- Romhányi József: Mézga Aladár különös kalandjai; ill. Nepp József; Móra, Bp., 1974
- Vili a veréb; Nepp József forgatókönyve alapján Gémes József filmjéből írta Fedina Lídia; Pannónia Film Vállalat és Origo.press kiadó, 1989
- Bogáti Péter: A linkostowni csapda. Regény; rajz Nepp József; Móra, Bp., 1976 (Delfin könyvek)
- Romhányi József: Doktor Bubó; közrem. Nepp József, rajz Ternovszky Béla; Móra, Bp., 1979
- Romhányi József: Szamárfül; ill. Nepp József; Móra, Bp., 1983
- Doktor Bubó. Képeskönyv; Romhányi József és Nepp József rajzfilmsorozata nyomán írta és rajzolta Rigó Béla, Hernádi Tibor; Pannónia Filmstúdió, Bp., 1985
- Szaffi. Képeskönyv Jókai Mór elbeszélése és Dargay Attila rajzfilmje nyomán; Romhányi József és Nepp József párbeszédeit és rajzait felhasználva írta Rigó Béla; Pannónia Filmstúdió, Bp., 1985
- Macskafogó; Nepp József, Ternovszky Béla, Maros Zoltán rajzfilmje alapján írta Rigó Béla; Pannónia Film Vállalat, Bp., 1986
- Mézga család; Romhányi József és Nepp József rajzfilmsorozatából írta Rigó Béla, rajz Gelléri István; Origo-press, Bp., 1988
- A húsvéti tojás; rajz. Dargay Attila; Polygon, Bp., 1991
- Nagy Lajos: Képtelen természetrajz; ill. Nepp József; Gulliver, Bp., 1992 (Szamárfüles könyvek)
- Vacak, a hetedik testvér; Dargay Attila és Nepp József forgatókönyve alapján írta Fedina Lídia; Magyar Könyvklub, Bp., 1999
- Az erdő kapitánya; Dargay Attila, Nepp József, Imre István irod. forgatókönyvéből, ill. Dargay Attila eredeti figuratervei alapján; Egmont, Bp., 2002 (Magyar klasszikus rajzfilmek mesetára)
- Szaffi; Dargay Attila, Nepp József, Romhányi József irod. forgatókönyvéből; ill. Dargay Attila eredeti figuratervei alapján; Egmont, Bp., 2002 (Magyar klasszikus rajzfilmek mesetára)
- A Mézga család. Képernyőképes krónika; Romhányi József és Nepp József nyomán írta Rigó Béla, ill. Ternovszky Béla, Csákovics Lajos, Weigert Miklós; Móra, Bp., 2003
- Eszes Hajnal–Nepp József: Bölcs Bagoly meséi; Alexandra, Pécs, 2004
- Mézga Aladár különös kalandjai; Romhányi József és Nepp József nyomán írta Rigó Béla, ill. Ternovszky Béla, Csákovics Lajos, Weigert Miklós; Móra, Bp., 2005

## Díjai
- Balázs Béla-díj (1967)
- Érdemes művész (1974)
- Kiváló művész (1981)
- Kossuth-díj (1999)
- Magyar Mozgókép Mestere (2006)
- Csepel díszpolgára (2014)[7]

### Díjazott alkotásai
- 1964 Holnaptól kezdve – Pracujicics; Bécs
- 1966 Mese a bogárról – Rodez, Nagydíj
- 1967 Öt perc gyilkosság – Oberhausen, fődíj
- 1968 Szenvedély – Addis Abeba
- 1970 Olbia, Bronzív
- 1982 Gusztáv-sorozat Columbia, kategóriagyőztes
- 1982 Giffoni, életműdíj